# جو ميدسن كرو
جو ميدسن كرو (بالإنجليزية: Joe Medicine Crow) (و. 1913 – 2016 م) هو عالم الإنسان، وكاتب عمومي، ومؤرخ، وكاتب غير روائي من الولايات المتحدة الأمريكية . ولد في لودج غراس .
توفي في بيلينغز، مونتانا .

## التعليم
تعلم في جامعة جنوب كاليفورنيا

## الخدمة العسكرية
خدم في القوات البرية للولايات المتحدة (1943–1946).

## جوائز
حصل على جوائز منها:
- وسام الحرية الرئاسي (12 أغسطس 2009)[2]
- ميدالية النجمة البرونزية (25 يونيو 2008)[18]
- فارس وسام جوقة الشرف (25 يونيو 2008).[18]